# Dmitri Iazov
Dmitri Timofeïevitch Iazov (en russe : Дми́трий Тимофе́евич Я́зов), né le 8 novembre 1924 dans l'oblast d'Omsk (URSS) et mort le 25 février 2020 à Moscou, est un militaire et homme politique soviétique. Il est le dernier à être nommé maréchal de l'Union soviétique le 28 avril 1990, avant la dislocation de l'Union soviétique. 
Il est le seul maréchal de l'Union soviétique originaire de Sibérie.

## Biographie

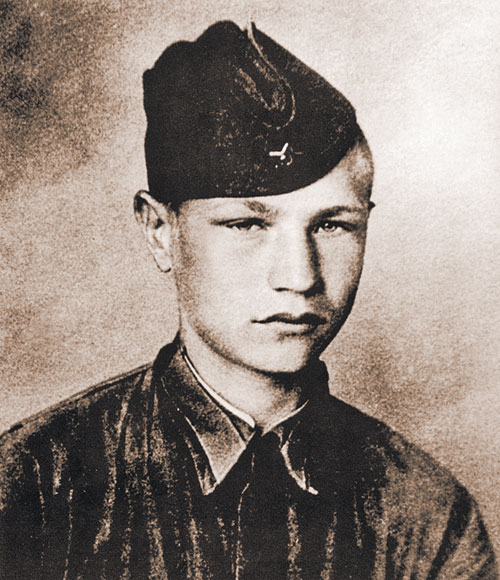
Dmitri Iazov en 1941.

Dmitri Iazov s'engage dans l'Armée rouge en 1941. Après avoir suivi une formation à l'école d'infanterie du Soviet suprême de la RSFSR de Moscou, en janvier 1942, il est affecté sur le front de Leningrad, puis, sur le front de Volkhov et participe également à l'opération dans la Poche de Courlande. En 1944, il rejoint les rangs du Parti communiste de l'Union soviétique. Ses exploits sont récompensés par l'ordre de l’Étoile rouge et la médaille pour la Défense de Léningrad en 1945. 
Après la guerre, Iazov suit les cours pour officiers d'infanterie de l'Armée rouge jusqu'en 1946, on le nomme commandant d'une compagnie de tirailleurs. En 1956, il est diplômé avec la médaille d'or de l'Académie militaire Frounze.
Entre 1979 et 1980, Iazov est commandant du Groupe d'Armées Central en Tchécoslovaquie. Il commande le district militaire d'Extrême-Orient pendant l'été 1986, quand, selon le magazine Time, il fait impression favorable sur le Secrétaire général Mikhaïl Gorbatchev, ce qui lui permet d'accéder à de plus hautes fonctions. À partir de mai 1987, il est ministre de la Défense de l'Union soviétique. Entre 1987 et 1990, Iazov est candidat pour devenir membre du Politburo. Iazov est responsable du déploiement d'unités commando OMON en Lettonie et Lituanie au début de 1991. Pendant le putsch d'août 1991, Iazov est membre du Comité d'État d'urgence, raison pour laquelle il est limogé par Gorbatchev. Sous la présidence d'Eltsine, Iazov est jugé puis acquitté en 1994.